# Банная (приток реки Плотникова)
Банная — река в России, на полуострове Камчатка. Протекает по территории Елизовского (исток) и Усть-Большерецкого районов Камчатского края России. Левый приток реки Плотникова. Длина реки — 61 км, площадь водосборного бассейна — 678 км².
Гидроним не имеет прямого происхождения от слова баня. Названа казаками-первопроходцами от искаж. ительм. бааню.
В верховьях реки находятся Большие и Малые Банные горячие минеральные источники.